# John Foxe
John Foxe, född 1516 i Boston, Lincolnshire, död 8 april 1587 i London, var en engelsk kyrkohistoriker.

## Biografi
Under Maria I av Englands regering drevs han i landsflykt till kontinenten på grund av sin anslutning till den reformatoriska rörelsen. Under Elisabeth bosatte han sig på nytt i England. Han är främst känd för sin martyrhistoria, Actes and monuments of these latter and perilous dayes, oftast kallad Book of Martyrs. Boken, som skildrar de katolska förföljelserna, särskilt i England och Skottland, mötte hård kritik från katolskt håll, och fick Foxe att ge ut en korrigerad upplaga Ecclesiastical history (1570).